# Петар Колендић
Петар Колендић (Дубровник, 17. септембар 1882 — Београд, 14. април 1969) био је српски историчар књижевности и културе и један од познатијих представника заједнице дубровачких Срба католика.

## Биографија
Као гимназијалац се укључио y србокатолички покрет, заступајући тезу о српству Дубровника, српском карактеру дубровачке књижевности, језика и целокупне дубровачке културне баштине. Као ученик Дубровачке гимназије 1901. власторучно је исписивао једини примјерак тајног ученичког (српски усмјереног) листа Пома, који се потајно читао међу српски усмјереном дубровачком омладином. Кад се та то сазнало, био је искључен из редовне наставе.
Успјешно је вршио атрибуцију рукописа неколико дубровачких аутора, од класичних аутора попут Менчетића, Бобаљевића, Сквадровића, Ђурђевића па све до Марина Држића и заборављених, анонимних или мало познатих аутора.
Студије славистике и класичне филологије завршио је у Бечу, где је и докторирао 1908. године. Колендић је био истакнути филолог и предратни професор југословенске књижевности на Филозофском факултету у Скопљу. У периоду 1941–1944. године био је на служби у Архиву, а Главни народноослободилачки одбор Србије одредио га је, 1944. године, да преузме руковођење и уређење Архива. На положају управника остао је до 1945, када је прешао на дужност професора Београдског универзитета.